# Arco di Travertino (métro de Rome)
Arco di Travertino est une station de la ligne A du métro de Rome. Elle est située sur la via Appia Nuova.

## Situation sur le réseau
Établie en souterrain, la station Arco di Travertino de la ligne A du métro de Rome, est située entre les stations Colli Albani - Parco Appia Antica en direction de Battistini, et Porta Furba - Quadraro , en direction d'Anagnina.

## Histoire
La station Arco di Travertino est mise en service le 19 février 1980, lors de l'ouverture de l'exploitation de la première section, de la ligne A, entre les stations Ottaviano - San Pietro - Musei Vaticani et Cinecittà.